# Leonidas Pelekanakis
Leonidas Pelekanakis (griechisch Λεωνίδας Πελεκανάκης, * 2. November 1962 in Piräus; † 14. Januar 2021) war ein griechischer Regattasegler.

## Biografie
Leonidas Pelekanakis belegte bei den Olympischen Sommerspielen 1984 zusammen mit Ilias Chatzipavlis in der Regatta mit dem Starboot den 6. Platz. 16 Jahre später nahm er in Sydney erneut an den Olympischen Sommerspielen in der Regatta mit dem Starboot teil. An der Seite von Dimitrios Boukis wurde er Elfter. In Athen 2004 konnte er diese Platzierung zusammen mit Georgios Kontogouris wiederholen.
1993 wurde Pelekanakis Weltmeister mit dem Soling und nahm bis 2008 an insgesamt weiteren Segel-Weltmeisterschaften teil.
Am 14. Januar 2021 starb Pelekanakis im Alter von 58 Jahren während der COVID-19-Pandemie an den Folgen einer SARS-CoV-2-Infektion.